# Martina Klein
Martina Klein Korin (Buenos Aires, 7 dicembre 1976) è una modella, comica e conduttrice televisiva argentina con cittadinanza spagnola.

## Biografia
Nata a Buenos Aires, si è trasferita a Barcellona quando aveva 12 anni, e ha iniziato a fare i suoi primi casting all'età di 15 anni. Ha partecipato agli eventi più importanti della moda (Settimana della moda di Milano, Settimana della moda di Parigi, Cibeles Madrid Fashion Week, New York Fashion Week…) e a diverse campagne pubblicitarie (Yves Rocher, El Corte Inglés, Trident, Mango, Wella, Pronovias, Don Algodón…) o riviste di moda (Cosmopolitan, Elle, Marie Claire…)

## Vita privata
Klein ha avuto una relazione con il cantante spagnolo Álex de la Nuez (1999-2008), e hanno avuto un figlio nel 2005; in seguito ha avuto una relazione con il tennista Àlex Corretja da cui ha avuto una figlia nel 2017.

## Filmografia parziale
- Águila Roja: la película, regia di José Ramón Ayerra (2011)
- Solo química, regia di Alfonso Albacete (2015)

### Videoclip
- Si tú no vuelves, Miguel Bosé, 1998

### Televisione
- Les mil i una, 1998-1999
- Las Mañanas de Cuatro, 2006-2007
- Planeta Finito, 2007
- Celebritis, 2008
- El club del chiste, 2010-2011
- ADN MAX, 2015